# Longniddry

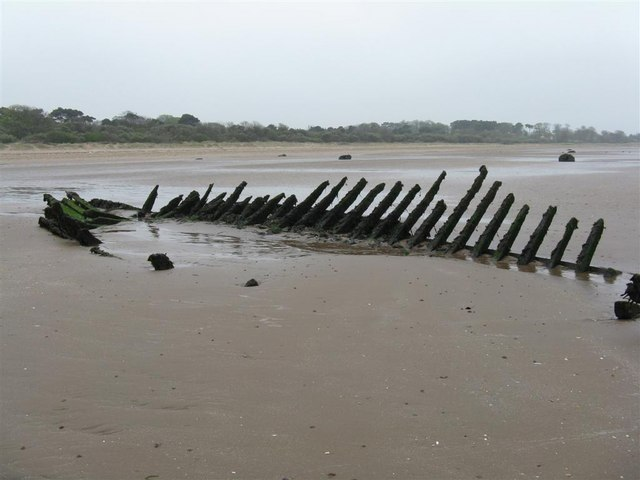
Spiaggia di Longniddry

Longniddry (in Scots: Langniddry; in gaelico scozzese: Nuadh-treabh Fada) è una località balneare della Scozia sud-orientale, facente parte dell'area amministrativa dell'East Lothian (o Lothian orientale) ed affacciata sul Firth of Forth (Mare del Nord). Conta una popolazione di circa 2.400 abitanti.
La località è nota per le sue spiagge e per i suoi campi da golf.

## Geografia fisica
Longniddry si trova tra Edimburgo e Dunbar (rispettivamente ad est della prima e ad ovest della seconda) e a sud-ovest di North Berwick. Da Edimburgo dista circa 20 miglia.

## Monumenti e luoghi d'interesse

### Architetture civili

#### Gosford House
Tra i principali edifici di Longniddry, figura la Gosford House, una residenza eretta tra la fine del XVIII secolo e gli inizi del XIX secolo su progetto di Robert Adam (1728-1792), ma ricostruita nel 1890 per il decimo conte di Wemyss su progetto di William Young..
|  |

### Aree naturali
- Seton Sands[3]

## Società

### Evoluzione demografica
Al censimento del 2011, Longniddry contava una popolazione pari a 2.488 abitanti.
La località ha conosciuto un decremento demografico rispetto al 2001, quando contava  2.680 abitanti.